# Église Saint-Étienne de Clermont
Pour les articles homonymes, voir Église Saint-Étienne et Saint-Étienne (homonymie).
L'église Saint-Étienne est une église située à Clermont, en France.

## Localisation
L'église est située dans le département français de la Haute-Savoie, sur la commune de Clermont.

## Historique
Mgr Gallois de Regard, originaire de la commune et qui a fait édifier son château de plaisance à Clermont, confère dans cette église la tonsure cléricale à saint François de Sales, alors âgé de 11 ans, le 20 septembre 1578.

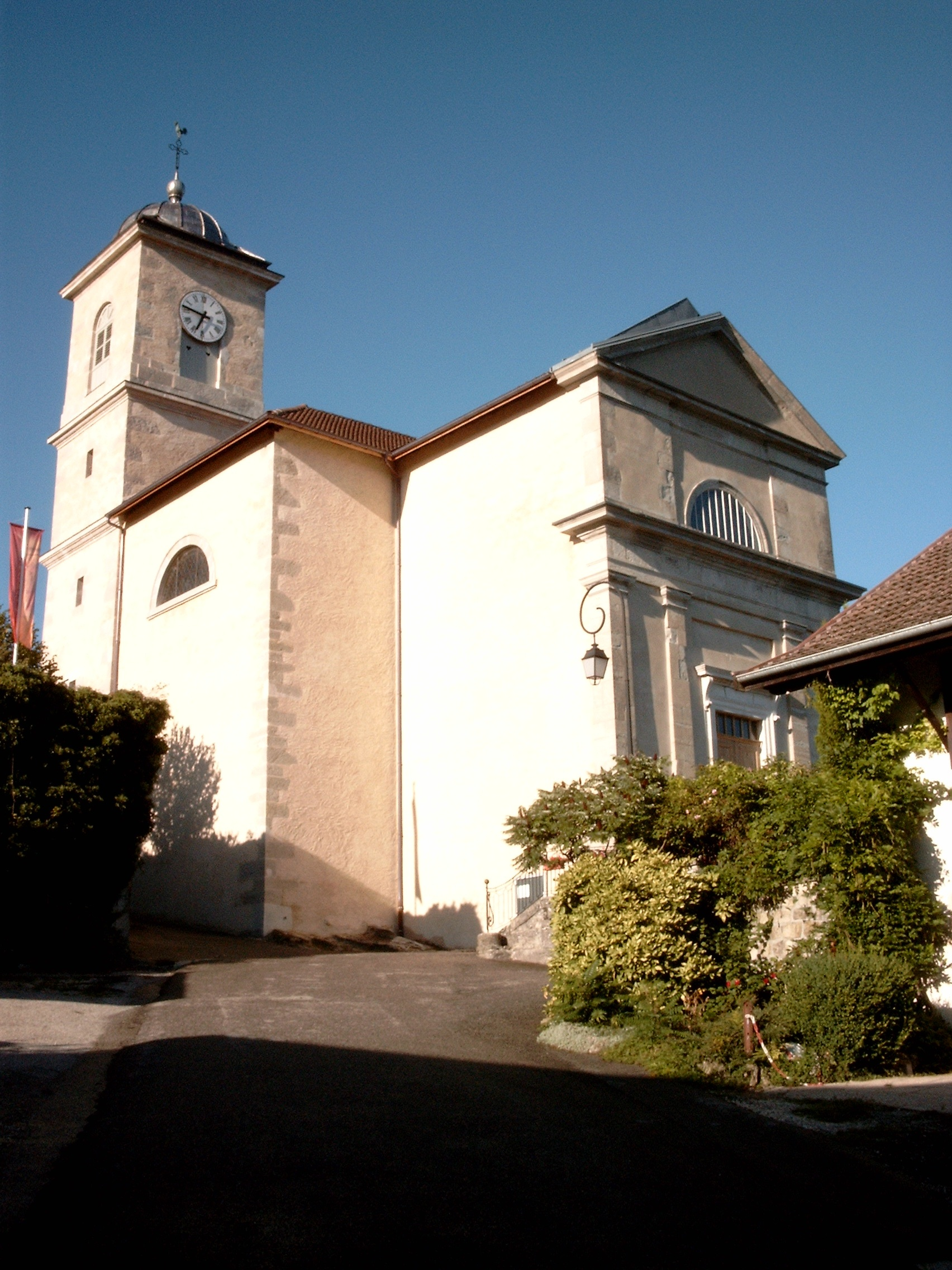
Vue extérieur de l'église

Il meurt à Annecy, le 4 septembre 1582,. Son corps est inhumé dans l'église.
L'édifice est classé au titre des monuments historiques en 1991.

## Description

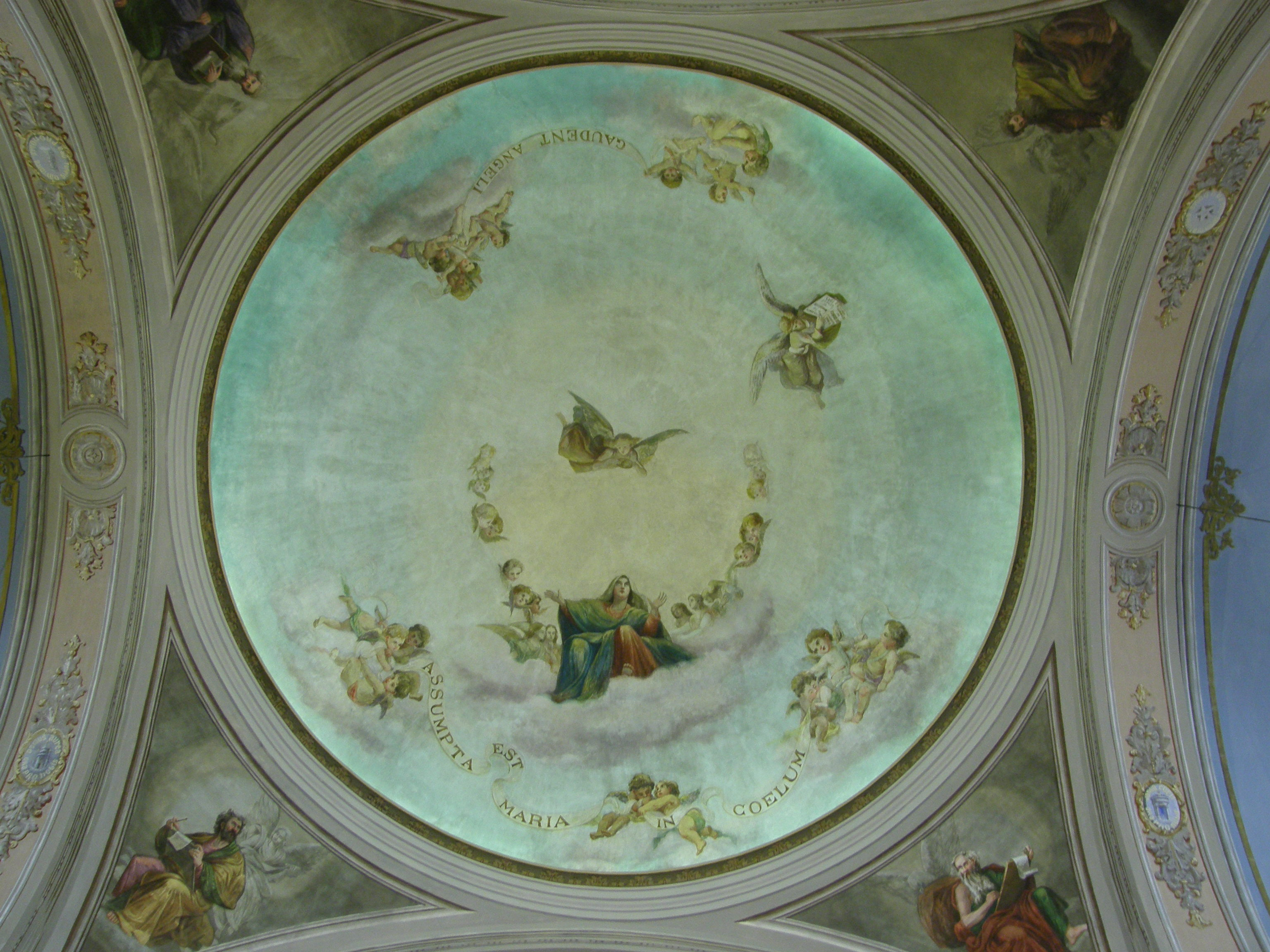
Le chœur de l'église